# SHIM6
SHIM6 est un protocole et une architecture réseau qui visent à séparer le rôle d'identificateur et de localisateur d'une adresse IPv6. Il est défini dans la RFC 5533.

## Architecture
De plus en plus d'utilisateurs finaux souhaitent bénéficier de multi-homing, c'est-à-dire de plusieurs connexions redondantes vers des fournisseurs d'accès à Internet indépendants, afin d'augmenter la fiabilité de leur accès[réf. nécessaire]. Ceci implique une croissance de la table BGP globale d'Internet visible dans la default-free zone[réf. nécessaire].
SHIM6 vise à séparer les rôles d'identificateur et de localisateur de l'adresse et à fournir ainsi une méthode alternative pour réaliser le multi-homing avec IPv6[réf. nécessaire]. Contrairement à LISP, SHIM6 implique une couche intermédiaire (shim) entre la couche réseau et la couche transport au niveau de l'hôte[réf. nécessaire].
La connexion initiale fait usage d'un localisateur (une adresse IP routable), les informations relatives à l'identificateur et aux autres localisateurs disponibles sont échangées par les couches SHIM6 sur les hôtes[réf. nécessaire]. Ces informations seront utilisées en cas de rupture de la connexion avec le localisateur original[réf. nécessaire].
Poursuivre une connexion établie avec un autre localisateur n'est pas sans risque[réf. nécessaire]. Pour permettre l'authentification de l'identificateur après un changement de localisateur, il est fait usage d'adresses générées cryptographiquement (CGA) ou d'adresses basées sur une fonction de hachage (HBA)[réf. nécessaire]. Ces approches ne sont pas possibles avec IPv4 en raison de la taille limitée de l'adresse[réf. nécessaire].